# 不正な管理人のたとえ

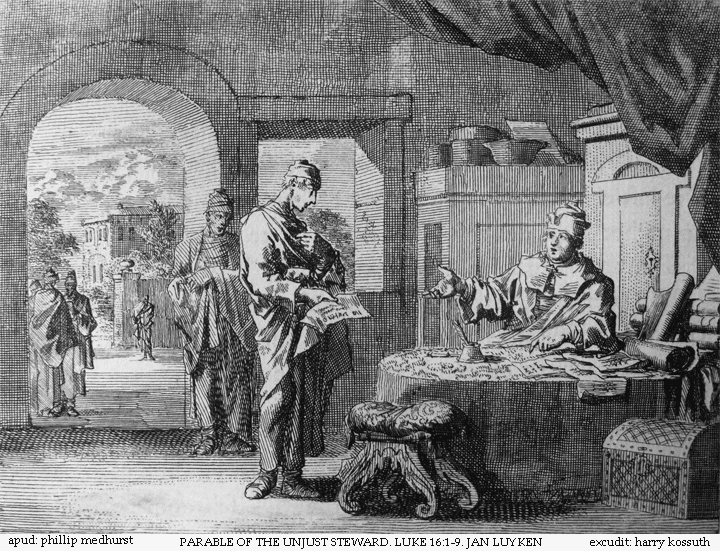
不正な管理人のたとえ話を描いたヤン・ルイケンのエッチング、ボウヤー版聖書の挿絵。

不正な管理人のたとえ（ふせいなかんりにんのたとえ）、または、抜けめない管理人のたとえ（ぬけめないかんりにんのたとえ）は、ルカの福音書16章に収められたイエス・キリストのたとえ話の一つである。
裕福な紳士に雇われた家の管理人が、預けられた財産の横領で捕まったという話である。横領が所有者に報告されると、管理人は怖くなって、人々に分配された財産の借金の領収書を、より大きな借金からより小さな借金に書き直している。

## 聖書本文
ルカによる福音書（新共同訳）からの引用。
イエスは、弟子たちにも次のように言われた。「ある金持ちに一人の管理人がいた。この男が主人の財産を無駄遣いしていると、告げ口をする者があった。

そこで、主人は彼を呼びつけて言った。『お前について聞いていることがあるが、どうなのか。会計の報告を出しなさい。もう管理を任せておくわけにはいかない。』
管理人は考えた。『どうしようか。主人はわたしから管理の仕事を取り上げようとしている。土を掘る力もないし、物乞いをするのも恥ずかしい。
そうだ。こうしよう。管理の仕事をやめさせられても、自分を家に迎えてくれるような者たちを作ればいいのだ。』
そこで、管理人は主人に借りのある者を一人一人呼んで、まず最初の人に、『わたしの主人にいくら借りがあるのか』と言った。
『油百バトス』と言うと、管理人は言った。『これがあなたの証文だ。急いで、腰を掛けて、五十バトスと書き直しなさい。』
また別の人には、『あなたは、いくら借りがあるのか』と言った。『小麦百コロス』と言うと、管理人は言った。『これがあなたの証文だ。八十コロスと書き直しなさい』
主人は、この不正な管理人の抜け目のないやり方をほめた。この世の子らは、自分の仲間に対して、光の子らよりも賢くふるまっている。

そこで、わたしは言っておくが、不正にまみれた富で友達を作りなさい。そうしておけば、金がなくなったとき、あなたがたは永遠の住まいに迎え入れてもらえる。—ルカによる福音書 16:1-9

## 神学的解釈
このたとえ話は、非常に多くの疑問と当惑を引き起こす。これに関連して、隠遁者フェオファンは、「救い主のすべてのたとえ話の中で、これが最も難しいようです...」と書いている。
ほとんどの解釈者は、裕福な紳士の中に神の姿を思い浮かべるが、託された財産とは、物質的および精神的な恩恵だけでなく、身体的能力、健康、才能、その他の人生のために使用されるべき能力を含め、神が人に与えたすべてのものを意味する。それは神聖な大義であり、彼らの目的に反するものではない。不義の富とは、私たちのものではなく、神のものであり、私物化されたものである。なぜなら、神だけが命とすべての恵みを与えてくれるからである。示された例は、管理人が財産を不当に処分したという事実ではなく、結果がすでに明らかであったにもかかわらず、処罰を回避する最後の機会を無視することなく、状況を正そうとした勤勉さである。霊的な意味では、人は罪の重さにもかかわらず、たとえ死の床にあるとしても、救いの希望を失わず、可能な限りすべてを尽くして同じように行動する必要がある。
ただし、たとえ話に示されているそれぞれのイメージを理解するために、過度に文字通りで詳細なアプローチを取るべきではない。ブルガリアのフェオフィラクトは次のように述べている。
すべてのたとえ話は、ある対象の本質を隠された比喩的な方法で説明していますが、それが説明のために取られた対象とすべてにおいて類似しているわけではありません。したがって、たとえ話のすべての部分を詳しく説明するのではなく、対象を適切に使用した上で、他の部分は、たとえ話の完全性のために追加されたものであり、対象と対応していないため、注意を払わずに省略する必要があります。これが、提案されたたとえ話で行うべきことです。なぜなら、誰が管理人であるか、誰が彼に管理を任せたか、誰が彼に報告したか、債務者は誰か、なぜ一方が油を、もう一方が小麦を借りているのか、なぜ彼らはそれぞれ百の借金をしていると言われているのかを詳細に説明しようとすると、そして他のすべてを過度の好奇心で調査すると、話が不明瞭になり、困難に迫られて、おそらくばかげた説明にさえ達するでしょう。したがって、私たちはこのたとえ話をできるだけ多く使うべきです。

### ブルガリアのフェオフィラクトの解釈
イエスはここで、私たちに託された財産をうまく管理することを教えようとしています。そして、まず、私たちは財産の主人ではないことを学びます。なぜなら、私たちは自分の財産を何も持っていないからです。私たちは、主人から託された他人の財産の管理人であり、その財産をうまく、主の命令通りに管理するのです。次に、もし私たちが財産の管理において主人の考えに従って行動せず、自分の気まぐれで私たちに託されたものを浪費するなら、私たちは非難されたような管理人であるということを学びます。主人の意志は、私たちに託されたものを仲間の召使いの必要のために使うことであり、私たち自身の楽しみのためではないからです。しかし、私たちが非難され、財産の管理から解任され、つまりこの世から引き離され、この世を去った後に管理の報告をしなければならないとき、私たちは自分がしなければならないことに気づくのが遅すぎて、不正な富を自分の友としてしまうのです。「不義」とは、主が私たちに兄弟や仲間の奉仕者の必要に応じて使うよう託してくださった「富」ですが、私たちはそれを自分のために取っておきます。しかし、私たちは、どこに向かえばよいのか、そして、その日には働くこともできないことに気づくのが遅すぎます。なぜなら、今は働くべき時ではないからです。また、施しを求めることもできません。なぜなら、施しを求めた処女たちは愚か者と呼ばれたからです（マタイ25:8）。あと何をすべきでしょうか。この財産を兄弟たちと分かち合い、私たちがこの世を去るとき、つまり、この世を去るとき、貧しい人々が私たちを永遠の住まいに迎え入れてくれるようにすることです... 

### 隠遁者フェオファンの解釈
不正な管理人は何のために称賛されるのでしょうか？ 真実を語ったからではなく、自分が置かれた困難な状況から抜け出すことができたからです… ですから、あなたを脅かす主なトラブルを回避するようにしてください。そのトラブルとは？ あなたが罪深いという事実、そしてあなたの罪の結果として何が待ち受けているのか? 非難と、他の困っている人よりも惨めな状態です。あなたは今、まさにその管理人と同じような立場にいます… 管理人の賢明さは何だったのでしょうか？ 彼は自分の将来をなんとか備えることができたのです。あなたも同じことをしてください。どのように? 慈善と施しを通して。困っている人々の運命を楽にすれば、あなたは救われるでしょう... 

### アンドレイ・クラエフ輔祭
私たち一人一人には、自分で作ったのではなく、自由に使えるように与えられた富があります。これは私の人生の時です。原則として、神が私に与えてくださったものはすべて、神に返すべきです。しかし、主はそうはならないことを理解しています。それで、主は私に、少なくともこの日曜日の半日だけでも、十分の一献金を捧げるように求めます。ですから、私は日曜日に教会に行くべきです。しかし、この日に教会に行って神に捧げる代わりに、私は病気の友人を見舞いに行きます。ある意味で、私はこの時間を神から盗んだのです。しかし、最後の審判で、私がこの才能をどのように使ったかという質問が起こったら、私はこう答えます。「主よ、私はこの才能をあなたから受け取りましたが、友人たちに与えました。私はそれを自分自身に隠しませんでした。そうです、私はその日曜日に教会にはいませんでした。しかし、テレビの前で時間を過ごしませんでした。私は病院にいました。」奇妙なことに、これは言い訳になるでしょう。

### カトリック教会の解釈
管理者が貧困に陥る可能性が非常に高いことを考慮して、管理者はそれを解決する方法を見つける。イエスは、たとえ話の中でそれが非常に明白になるようにしたので、犯された行為の不道徳さを当然のこととして受け止めているが、それでも、他の債務者に対する以前の立場を利用するために管理人が使った鋭敏さと創意工夫を称賛し、強調している。しかし、それが意味するのは、各人が、人間の理想を実現させるための仕事や努力、あるいは物質的な事業で成功するために注ぐのと少なくとも同じ努力と賢明さを、神の国の普及と自分自身の魂の救済に注ぐべきだということである。たとえ人々が神の恩寵を持っているとしても、彼らが達成しようとしていることは、いかなるビジネスや人間の勝利よりもはるかに大きな価値があるため、たとえ多大な努力や英雄的な犠牲を必要とするとしても、あらゆる必要かつ誠実な人間的手段を使うことを免除されるわけではない。
この箇所でイエスは不正な行為や手続きによって得られたものを「不正な富」と呼んでいる。しかし、神の慈悲は非常に大きいため、不当に獲得した財産を、賠償や損害賠償の支払い、そして後には、盗んだものを4倍にして返し、財産の半分を最も困っている人々に与えると約束した徴税人の長ザアカイのように、雇用の創出、寛大な施し、人々の富の源の創出などにより、被害を受けた人々や隣人を助けるために特別な努力を払うなど、道徳的に良い行為を行う機会とすることができるのである。 (ルカ19章1-10節)
ブレシアのガウデンシオによれば、私たちは分かち合いを守らなければならない。「主イエスは、弟子たちに救いに必要な教訓を教える真の教師です。そして、使徒たちに管理人のたとえ話を語り、彼らと今日のすべての信者に、施しを忠実に行うよう勧めました。」実際、この尊敬すべき人物は、人は無駄遣いをせず、地上の巡礼者のように生きるべきだと規定している。信者は天の財産に執着しなければならない、と聖人は結論づけている。
このたとえ話は、「イエスは、富は消え失せてしまうが、永遠の宝は確保されるという理解のもと、貧しい人々のために財産（及びもてなし）を利用するよう助言している」という他の箇所と同じテーマを持っている。死が来ると、「お金で善行をする力はなくなるので、今、お金で善行をしなければならない。」そうすれば、地上で作った友達が天国で私たちを待っているであろう。この解釈は、アマセアのアステリオスのような初期の教会の著述家たちによっても採用された。
したがって、自分の死とあの世への移行を予期する人が、債務者の債務を帳消しにしたり、貧しい人々に豊かに与えたり、主人に属するものを与えたりして善行によって自分の罪の重荷を軽くすると、多くの友人が得られ、彼らは裁判官の前で彼の善良さを証言し、その証言によって彼に幸福な場所を保証するであろう。
新アメリカ聖書改訂版の解説者によると、このたとえ話は、高利貸しのために解雇されそうになっていることを知った召使いが、自分の罪を悔い改め、自分にも借金を返すのではなく、主人に借りがある分だけ支払うよう債務者に求めたという話である。これは、福音書の前半で、バプテスマのヨハネが徴税人や兵士たちに、納税者や債務者の搾取について語ったことと一致している(ルカ 3:12-14)。

### その他の解釈
英国の宗教改革者ウィリアム・ティンダルは、このたとえ話と信仰義認の教義との一貫性を強調し、マルティン・ルターの解説に基づいて『邪悪なマモンのたとえ話』（1528年）というこのたとえ話に関する小冊子を著した。ティンダルは「善行」を信仰の結果であるとみなした。ティンダルはまた、イエスは執事の行いを褒めたのではなく、単に知恵と勤勉さの例として示しただけであり、「彼が不義をもって自分の体を整えたのと同じように、私たちも義をもって自分の魂を整えるべきだ」と指摘した。英国国教会のシャルル・ドーブズ（1720年）は、不正な管理人に約束された「永遠の住まい」を天国の約束ではなく、墓場の否定的な予言とみなした人々の一人であった。
1859年に執筆した英国国教会の神学者 J.C.ライル(en)は、この寓話のいくつかの寓意的解釈を否定し、ティンダルの解釈に似た解釈を示した。
恵みによる救いと信仰による義認という栄光ある教義を真剣に擁護しましょう。しかし、真の宗教が律法の第二の表に対するいかなる冗談も容認しているとは決して思わないようにしましょう。真の信仰は常にその成果によって知られるということを一瞬たりとも忘れないようにしましょう。誠実さのないところには、優しさもないことは確かである。
デヴィッド・フルッサーは、 『イエスと死海文書』という本の中で、エッセネ派を指すのに「光の子ら」という表現を借用している。彼らの閉鎖的な経済システムは、それほど厳格ではない他の民族の経済システムとは対照的である。
告白派ルーテル派の弁証家は次のようにコメントした。
イエスの不正な管理人についてのたとえ話は、すべての福音書の中で最も印象的なものの一つである。明らかに、このたとえ話を不正な商慣行の是認として解釈することは、比較の範囲を超えていることになる。イエスの目的は、お金が本当は何のためにあるのかを私たちに示すことである。私たちは通常、その質問に答えるとき、まず自分自身のことを考えます。しかし、イエスは、まず第一に、私たちのお金は実際には私たちのものではない、私たちは単にそのお金の真の所有者である神のためにそれを管理しているだけである、と認識するように勧めています。第二に、「汚い金」であっても、神と隣人のために使うことができる。そうなれば、その恩恵はこの世を去っても続くことになる。これは、私たちが自分のために買う物には当てはまりません。例えば、お金は福音を広めるために使うことができ、それを通して聖霊は信者をキリストの教会に集めるでしょう。お金がなくなってからもずっと、私たちはこれらの信者たちとの祝福された交わりを永遠に楽しむでしょう。

## 参考資料
- グラドコフ、ボリス・イリイチ Толкование Евангелия
- Толкование на Евангелие от Луки. Глава 16 // ロプヒンの解説聖書 // 後継者の版 ロプヒン、アレクサンドル・パブロヴィッチ.
- ドーブズ、チャールズ（1720）。聖ヨハネの黙示録の永久注解：そこには I. 元の聖典、II. が含まれている。預言的スタイルの性質 - III.キリスト教会の歴史...聖ヨハネの黙示録を理解するための原則の確実性に関する予備的論説付き。
- ライル、ジョン・チャールズ（リバプール出身）（1859年）。福音書に関する解説的な考察と全文。第2巻。イプスウィッチ：Wm Hunt。p.199-.